# 帕莱纳
帕莱纳（義大利語：Palena），是意大利基耶蒂省的一个市镇。总面积91平方公里，人口1442人，人口密度15.8人/平方公里（2009年）。ISTAT代码为069060。
該鎮位於邁拉國家公園的邊界內。